# 奇納河
奇納河是俄羅斯的河流，屬於錫尼亞亞河的支流，由薩哈共和國負責管轄，河道全長240公里，流域面積約5,070平方公里，發源自勒拿高原。
61°35′49″N 125°49′46″E / 61.5969°N 125.8294°E